# Manuel Muñoz Cortés
Manuel Muñoz Cortés (Badajoz, 25 de julio de 1915-Murcia, 28 de agosto de 2000), filólogo y lingüista español.

## Biografía
Su padre era gerente del Teatro López de Ayala y también aficionado al cine, no sólo como espectador, sino como filmador. De ahí el interés de su hijo por las nuevas tecnologías, que le llevó incluso a realizar una antología dramatizada del Quijote en 1959 que se comercializó en discos de vinilo. Estudió Magisterio en Badajoz a la vez que trabajaba en la biblioteca del Centro de Estudios Extremeños. Después inició los estudios universitarios en Salamanca, en donde conoció entre otros a Unamuno. Un hecho destacable de estos años fue su amistad con su cuñado, Bonifacio Gil, un eminente folklorista, recopilador de canciones populares, que despertó su interés por la literatura de transmisión oral tradicional. Influenciado por el Romancero de Ramón Menéndez Pidal, comenzó a recoger distintas versiones de romances, descubriendo alguna que no coincidía con las de Don Ramón. Se atrevió a mandarle la versión recogida y este le ofreció una beca para ir a Madrid a trabajar con él en el Centro de Estudios Históricos en la primavera de 1936. 
En 1940, al acabar la guerra, se licenció en Madrid. Allí fue primero discípulo y después ayudante de Dámaso Alonso y de Rafael Lapesa, con los que siempre le unió amistad, hasta el punto de que Dámaso fue el padrino de su primera hija, María Teresa. Fue a estudiar alemán en plena II Guerra Mundial, padeciendo los bombardeos y fue lector de español en la Universidad de Münster. Viajó por todo el país en difíciles condiciones, llegando incluso hasta Leipzig o Viena y visitó a grandes hispanistas como Karl Vossler en Múnich o Ernst Robert Curtius en Bonn. 
A su regreso se reincorporó a la Facultad de Filosofía y Letras de Madrid y, desde 1942 hasta 1948, fue también profesor de Lengua y Redacción de la Escuela Oficial de Periodismo. En 1943 se casó con la profesora Margarita Zielinski Picquoin (1920-2022). Participó en las tertulias de Pedro Laín Entralgo, Luis Rosales, Luis Felipe Vivanco, Manuel Machado y José María Cossío, así como en la del Café Gijón. Visitaba frecuentemente a Azorín y acudía a las reuniones semanales de Eugenio d’ Ors, en su caserón de la calle del Sacramento. 
1950 ganó por oposición a la Cátedra de Gramática Histórica de la Facultad de Filosofía y Letras de Murcia. Andrés Sobejano lo introdujo en la vida cultural murciana y en la tertulia de Ruiz-Funes. En junio de 1953 fue nombrado Académico Correspondiente de la Real Española dirigida por Pidal, por lo que viajaba con frecuencia a Madrid para asistir a las sesiones de trabajo. Asimismo, en 1955 fue nombrado Académico de la de Alfonso X el Sabio, siendo su presidente D. José Pérez Mateos, y en 1986 Académico Correspondiente de la de la Historia, siendo su director Sánchez Cantón. Fue un viajero incansable que ofreció numerosas conferencias por España, por Inglaterra, Francia, Alemania, Austria, Suiza o Italia, en Estados Unidos, en Guinea Ecuatorial y en Hispanoamérica. e estos viajes nacieron múltiples amistades personales como la de Gerhard Rohlfs, Reginald Brown en Leeds, Allison Peers en Liverpool, Margherita Morreale y Lore Terracini en Italia, Harri Meier en Bonn o Charles Vincent Aubrun en París. Entre los años 1961 y 1963, fue contratado como profesor invitado por el Instituto de Estudios Hispánicos de la Universidad de la Sorbona. 
Asumió la presidencia de la Alianza Francesa en Murcia. Consiguió la instalación de un laboratorio de lenguas en la Facultad de Letras y gracias en gran medida a sus esfuerzos se creó la Subsección de Francés, inaugurada en 1969. Participó en la promoción de varias instituciones, entre las que cabría citar la Coral Universitaria de Murcia, de la que fue su primer presidente, la Orquesta de Jóvenes, o el Festival del Folklore del Mediterráneo. Fue también el primer director del Instituto de Ciencias de la Educación en Murcia, así como el promotor de unos cursos de extranjeros en primavera. Fundó la Asociación Europea de Profesores de Español, ocupando durante muchos años el cargo de Secretario General, hasta que en 1995 fue nombrado Presidente de Honor con carácter vitalicio. Dirigió el Instituto de España en Múnich desde 1972 hasta 1982 fue Decano de la facultad de letras de la Universidad de Murcia y allí se jubiló en 1986 como catedrático de Historia de la Lengua. En 1979 la Real Academia Española le concedió el premio “Nieto López” a la mejor labor de difusión del español fuera de España. Estudió el habla de la huerta murciana o panocho y supervisó los murcianismos incluidos en el DRAE. Estudió asimismo la lingüística del texto y la estilística.

## Obras
- Luis Vélez de Guevara, Reinar después de morir, y El diablo está en Cantillana Ed. de Manuel Muñoz Cortés, Madrid, Espasa-Calpe, 1948.
- Lope de Vega, La Circe: Poema. Commentaire littéraire, introduction historique et édition annotée de Charles Vincent Aubrun et Manuel Muñoz Cortes. Paris: Inst. d'études hispan., 1962.
- Repertorio de hispanistas de la República Federal de Alemania por Manuel Muñoz Cortés y Renate Trumpp, Munich, 1980.
- Traducción de Walther von Wartburg, La fragmentation lingüística de la Romania. Madrid, Editorial Gredos [1971]
- Sobre Azorín Murcia: Departamento de Español, Universidad de Murcia, 1973.
- La lengua como comunicación y su didáctica en la cultura nacional Murcia: Universidad de Murcia, Instituto de Ciencias de la Educación, 1975.
- El valor humano de la literatura Española Murcia, Univ. de Murcia, 1971
- Estudios de estilística textual, Murcia: Secretariado de Publicaciones e Intercambio Científico, Universidad de Murcia, 1986.
- Intensificación y perspectivismo lingüístico en la elaboración de un ejemplo de "El conde lucanor": un estudio de lingüística del texto Murcia: Univers. de Murcia, 1974.
- La procesión del Corpus en el siglo XV en Murcia y religiosidad medieval: discurso leído el día 7 de junio en su recepción pública Murcia: Academia Alfonso X el Sabio, 1983.
- Justas y certámenes poéticos en Murcia (1600-1635) Murcia: Academia de Alfonso X el Sabio, 1958.
- Manuel Machado y el 98 [Madrid: s.n.], 1958
- El lugar de la lingüística aplicada [Madrid: SGEL, 1983]
- Variaciones sobre la palabra [Murcia: Universidad de Murcia, 1954]
- Aspectos estilísticos de Vélez de Guevara en su "Diablo cojuelo" [Madrid: Instituto Miguel de Cervantes, 1943]
- Juan Pablo Forner, El asno erudito, ed. de Manuel Muñoz Cortés, Valencia: Castalia, 1948.
- Pedro de Rivaneira, P. Pedro de Rivadeneira; antología. Madrid: Ediciones FE, 1942.
- El español vulgar: descripción de sus fenómenos y métodos de corrección Madrid: Sección de Publicaciones de la secretaría General Técnica, Ministerio de Educación Nacionnal, 1958.
- Cuestionarios de tradiciones populares; Murcia: Universidad de Murcia Murcia, s. a.
- Primera crónica general de Espana que mandó componer Alfonso el Sabio y se continuaba bajo Suncho IV en 1289 Madrid: Gredos, 1955.
- Escritores extranjeros contemporáneos, Valencia: E. López Mezquida, [1958]
- El humanimso de Menéndez Pelayo desde la perspectiva de la filología moderna Murcia, 1957.
- Estudios de literatura religiosa española, 1964.